# Gaspard-Théodore-Ignace de La Fontaine
Pour les articles homonymes, voir La Fontaine.
Gaspard-Théodore-Ignace de La Fontaine, né le 6 janvier 1787 à Luxembourg-Ville (duché de Luxembourg) et mort le 11 février 1871 au même lieu, est un homme d'État luxembourgeois.
Figure clé de la politique luxembourgeoise, c'est le gouverneur du grand-duché de Luxembourg de 1841 à 1848 puis il en devient le premier président du Conseil du 1er août au 6 décembre 1848.

## Biographie

### Situation personnelle

#### Famille
Gaspard-Théodore-Ignace de La Fontaine, est baptisé le 6 janvier 1787 à Luxembourg-ville, dans ce qui est encore à l'époque le duché de Luxembourg, appartenant au Saint-Empire romain germanique dirigé par la maison de Habsbourg d'Autriche. Ses parents sont Théodore-Ignace de La Fontaine et Anne-Marguerite Wellenstein.

#### Formation
Il reçoit une excellente instruction grâce aux efforts de son père conjugués à ceux de quelques précepteurs judicieusement choisis. Pendant la détention [source?] du père (1798/99), l'oncle curé Wellenstein de Moutfort et un nommé Schneider s'occupent du jeune garçon d'humeur turbulente et pétulante.
Après avoir fréquenté l'École centrale à Luxembourg, établissement d'enseignement secondaire qui, en 1816/1817, allait devenir l'Athénée de Luxembourg, Théodore de La Fontaine se rend en 1807 à la faculté de droit de Paris.
Le 13 juin 1809, il passe son baccalauréat et le 25 avril 1810 sa licence en droit. Selon Auguste Neyen, il aurait été reçu avocat à la cour d'appel de Paris, le 16 mai de la même année, ensuite il se serait fait inscrire au barreau de Luxembourg.
Sa désignation, le 1er avril 1811, comme avocat de l'administration des Droits-réunis est attribuée par Neyen tant « à ses vastes connaissances en matière de législation qu'à la rectitude de ses appréciations ». Il reste nanti de ce mandat jusqu'en juin 1840, donc même pendant les années où il faisait partie de la Commission de gouvernement. À cette époque, il obtient du roi une dispense spéciale.

#### Vie privée
Le 25 juin 1815 alors qu’il habite toujours sa maison natale qui porte le no 498 du Marché-aux-grains, Théodore de La Fontaine épouse à Differdange Joséphine Francq dont le père J. L. O. Francq (1747-1810) avait été avocat au Conseil souverain, président du tribunal provisoire institué à l’entrée des troupes françaises, commissaire du pouvoir exécutif, représentant du département des Forêts au Conseil des Anciens puis au Conseil législatif. Le grand-père maternel de madame de La Fontaine est Nicolas Pastoret.
Madame de La Fontaine meurt à Luxembourg le 17 avril 1867, mère de 7 enfants dont deux morts en bas âge :
- Prosper de La Fontaine (1817-1889) ;
- Léon de La Fontaine (1819-1892) ;
- Edmond de La Fontaine (1823-1891) ;
- Alphonse de La Fontaine (lb) (1825-1896) ;
- Marie Pauline Eugénie de La Fontaine (1829-1908), en tant qu'épouse d’Antoine Auguste Collart (1821—1871) et grand-mère de M. Auguste Collart, ancien ministre plénipotentiaire à La Haye.

D’après le recensement de la population de 1880, 14 porteurs du nom de La Fontaine vivaient à ce moment au Grand-Duché.

## Carrière professionnelle
En 1857, il devient administrateur-fondateur de la Société royale grand-ducale des chemins de fer Guillaume-Luxembourg.

## Carrière politique

### Le notable sous GuillaumeIer
Après la fondation du grand-duché de Luxembourg par le congrès de Vienne et son attribution à la maison d'Orange-Nassau, le premier grand-duc de Luxembourg, Guillaume Ier, qui est également le premier souverain du royaume uni des Pays-Bas, convoque, dès le 14 août 1815, une assemblée de 73 notables appelée à émettre son avis sur le projet de la Loi fondamentale, Théodore en fait partie et en devient même le secrétaire.
Par arrêté royal du 26 avril 1816, il est désigné membre des États provinciaux (ordre des campagnes) dont la première réunion eut lieu le lundi 3 juin. Jusqu'en 1827, représentant du district de Grevenmacher, ensuite celui de Luxembourg, il eut la satisfaction de voir son mandat renouvelé lors des élections respectives.
Pour éviter la carence des États aux époques où ils ne siégeaient pas, on avait créé une Députation qui d'après l'article premier de son règlement du 22 juin 1816, devait siéger tous les jours, dimanche et fêtes exceptés. Théodore de La Fontaine fait également partie de ce collège permanent, d'abord comme un des 3 membres de l'ordre des campagnes, puis, conformément au nouveau règlement de 1825, comme un des 2 membres.
Au sein de ce comité il se distingue notamment en tant que rapporteur des affaires concernant l'administration communale.

### Sous Guillaume II
Après l'annexion à la Belgique révolutionnaire le 16 octobre 1830, puis la scission du grand-duché en sa partie belge et luxembourgeoise, Guillaume Il succède à son père au titre de grand-duc de Luxembourg et de roi des Pays-Bas le 7 octobre 1840. Lorsque, au cours des pourparlers avec la Prusse, il apprend que les Luxembourgeois n’avaient pas été consultés dans la question de l'accession à l'Union douanière allemande, le roi grand-duc nomma une commission de 3 membres — dont le président de le Chambre des comptes Théodore de La Fontaine — avec la mission d’élaborer un rapport après avoir entendu 48 experts choisis dans les milieux les plus divers. Ce n’est que sur l’avis favorable de ladite commission, corroboré par une commission interministérielle néerlandaise que le roi grand-duc donne ordre de reprendre avec la Prusse les entretiens qui avaient été interrompus.
Des preuves abondantes ont été accumulées pour démontrer que La Fontaine fut l’acteur principal du groupe qui fit chavirer la barque de Ludwig Hassenpflug (lb).
Ce qui facilita à La Fontaine sa propre ascension et précipita la chute de Hassenpflug ce fut le fait qu'après avoir changé la Commission provisoire des comptes en Chambre des comptes (le 19 février 1840), celle-ci obtient d'être soustraite à l'autorité du chef des services civils. Le rôle du président de La Fontaine s'annonce prépondérant à partir du moment où il eut aussi le droit de correspondre directement avec le roi et son conseiller intime.
La nomination de La Fontaine à la Chambre des comptes et non comme membre de la régence qui, à partir du 4 janvier 1840 prit la succession de la Commission de gouvernement, a été interprétée comme une disgrâce.
À La Haye où, à partir du 12 août 1841, se réunissait la Commission des neufs, La Fontaine continua à attirer l’attention du roi Guillaume II, qui tenait à avoir des contacts directs avec la Commission à l’exclusion de tout intermédiaire. Cette fois-ci, Théodore de La Fontaine se prononça avec les huit autres membres contre la ratification d’un traité à conclure avec l'Union douanière allemande. La Fontaine ﬁt aussi partie de la Commission extraordinaire chargée de négocier un traité de commerce avec la Belgique, en octobre 1841.

### Gouverneur du Grand-duché de Luxembourg
La Constitution d'États du 12 octobre 1841 prévoyant un Conseil de gouvernement présidé par un gouverneur, nul n'est étonné le 21 décembre de voir le roi conférer cette dignité à titre provisoire à Théodore de La Fontaine, mis en évidence tant par ses attaches familiales que parce qu'il ajoutait aux connaissances législatives et administratives requises, l’amour profond de son pays et un inaltérable attachement à la dynastie des Orange-Nassau. Le traitement du gouverneur, est d’abord fixé à 8 000 florins, puis il est augmenté à partir de 1845 jusqu’à concurrence de 9 800 florins.
Faisaient encore partie du nouveau gouvernement : Jean-Baptiste Gellé ; (remplacé après son décès en 1847 par M. Tock), Jacques Joseph Baltia, Jean Ulveling et Théodore Pescatore). Mathias Simons, nommé d'abord secrétaire général, prit la place de Baltia en 1843 et fut remplacé par Vendelin Jurion.
La nomination de La Fontaine devint déﬁnitive le 8 juin 1842. Le gouverneur et sa famille emménagèrent dans la partie ancienne de l'actuel palais grand-ducal (où avaient déjà logé le gouverneur Jean-Georges Willmar, le duc Bernard de Saxe-Weimar. le général de Goedecke et Hassenpflug) et y demeurèrent jusqu’en 1849.
Théodore de La Fontaine procéda à des agrandissements pour y loger tous les bureaux et archives de ses services, installées en partie dans l'ancien gouvernement. l'actuel palais de Justice.
C'est ici que le gouverneur reçut le 11 juin 1842 le conseil de régence de la capitale venu pour « complimenter M. de La Fontaine à l’occasion de sa nomination à la première magistrature du pays ». C'est ici. également qu’eurent lieu les réceptions et bals donnés à l'occasion des visites que le Roi Grand-Duc rendit au pays.

## Décorations
En 1857, lorsqu'il signe les statuts de la société du Guillaume-Luxembourg, il est grand-croix de l'ordre de la Couronne de chêne, commandeur de l'ordre de Léopold et grand-croix de l'ordre de l'Aigle rouge de deuxième classe.
- Chevalier de l'ordre du Lion néerlandais (promotion 1814)
- Commandeur de l'ordre de Léopold (promotion 1844)
- Grand-croix de l'ordre de la Couronne de chêne (promotion 1849)
- Grand-croix de l'ordre de l'Aigle rouge